# Kortizol
Kortizol (kortisol, INN hydrokortison) je nejúčinnějším hormonem ze skupiny glukokortikoidů produkovaných kůrou nadledvin.

## Produkce

Obrázek zachycující negativní zpětnou vazbu ACTH

Kortizol je hormon vykazující tzv. glukokortikoidní účinnost, což je však vlastnost společná s dalšími hormony, které mají ovšem u člověka slabší účinky. Zejména to je kortizon a kortikosteron (druhý jmenovaný má nejslabší účinek, naopak u ptáků se jedná o hlavní glukokortikoid). Kortizol vzniká v kůře (cortex) nadledvin. Ta však obsahuje z histologického hlediska pod pouzdrem žlázy (capsula glandulae) 3 vrstvy. Hned pod pouzdrem je to zona glomerulosa, pak střední, nejsilnější vrstva zona fasciculata a třetí, nejtenčí vrstva zona reticularis. Kortizol, stejně jako další steroidní hormony (glukokortikoidy a androgeny), je produkován ve střední zona fasciculata. Proto název kortizol z latinského cortex, corticis (f) – kůra, přípona -ol značí alkoholovou skupinu.
Produkce kortizolu je silně stimulována adrenokortikotropním hormonem (ACTH), který pochází z adenohypofýzy. Kromě toho má ACTH i výrazné trofické (růstové) účinky na kůru nadledvin, nejvíce na zonu fasciculata. Produkce ACTH je ovlivňována negativní zpětnou vazbou, tedy čím více je kortizolu v krvi, tím slabší je stimulace produkce ACTH. Opačně při nízké koncentraci kortizolu v krvi dochází k nadprodukci ACTH, což vede k hyperplazii (zvětšení) kůry nadledvin. Na tento fakt je třeba dbát při umělém podávání kortizolu či jeho derivátů v rámci terapie, a proto je nutné vysazovat kortizol postupně. ACTH má cirkadiánní charakter, s nejvyšší úrovní produkce ráno do 9. hodiny, s nejnižší před usínáním a do půlnoci. Produkce kortizolu cirkadiánní rytmus ACTH pochopitelně kopíruje. I z tohoto důvodu kortizol působí jako hlavní stresový kortikosteroid (uvolňován při stresu). Když je člověk vystaven stresu, hypotalamus uvolňuje kortikoliberin (CRH) zvyšující produkci ACTH, která následně vede ke zvýšené produkci kortizolu.
Je málo rozpustný ve vodě a z toho důvodu vyžaduje pro transport v krvi přenašeč. Z kůry nadledvin je tak produkován do krevního oběhu, kde je cca 75–80 % kortizolu vázáno na CBP (cortisol binding protein = cortisol binding globulin = transcortin) ze třídy α1 globulinů, 15 % pak na albumin. Biologický účinek má jen volný kortizol, kterého je zhruba 10 %.

## Funkce
Kortizol zvyšuje celkovou pohotovost organismu při zátěžových situacích (stresech, infekčních chorobách, velké tělesné námaze, dlouhodobém hladovění). Jeho účinek na metabolismus by se dal jednoduše popsat jako katabolický, antianabolický a diabetogenní. V játrech má však efekt anabolický. Kortizol se zúčastňuje přeměny všech základních živin a je obecně charakterizován jako hormon s účinkem na:
- intermediární metabolismus – stimuluje glukoneogenezi, glykogenezi, lipolýzu (blokuje PDE (fosfodiesterázu), čímž aktivuje lipázy), snižuje vychytávání glukózy svaly a trávicím traktem, čímž ji šetří pro mozek.
- metabolismus bílkovin – má proteokatabolický efekt, kdy navozuje rozpad proteinů (především v pojivu a ve svalech), inhibuje jejich syntézu, což vede ke vzniku strií v kůži, která je tenčí a rány se hůře hojí, dále způsobuje demineralizaci kostní tkáně, což při zvýšené koncentraci vede k osteoporóze.
- metabolismus lipidů – k lipidům nemá jednoznačný vztah. Stimuluje lipolýzu v tukové tkáni dolních končetin, ale na druhou stranu podporuje ukládání tuků v tukové tkáni trupu a obličeje. Při nadprodukci kortizolu (Cushingův syndrom) se to projeví jako tzv. měsíčkovitý obličej.
- průběh zánětu – snižuje permeabilitu (propustnost) kapilár a stabilizuje lyzozomální membránu (hlavní protizánětlivý účinek), navozuje pokles eosinofilní a lymfocytární frakce, naopak zvyšuje hladinu neutrofilů, zastavuje růst fibroblastů a glykosaminoglykanů, zmírňuje imunitní odpověď organizmu. Nepůsobí na příčinu zánětu, ale zmírňuje jeho příznaky.
- další orgánové systémy – stimuluje CNS, zvyšuje její dráždivost a emoční labilitu, ovlivňuje vstřebávání vápníku ve střevě, způsobuje také retenci sodíku a tím zadržování vody v organizmu.

### Mechanismus účinku
Jako všechny steroidy, i kortizol působí jako transkripční faktor po navázání na receptor v cytoplazmě či rovnou v jádře cílové buňky. Fyziologický účinek je proto relativně pomalý (řádově hodiny až dny).

## Patologie
Nižší či vyšší produkce glukokortikoidů včetně kortizolu v kůře nadledvin vede k patologickým změnám. Účinek kortizolu ve smyslu snížení či zvýšení účinku na organismus může též narušit nedostatek či nadbytek jeho přenašeče transkortinu v plazmě. Patologické změny v účinku kortizolu mohou pochopitelně nastat i při změně hladin ACTH. Trofické účinky ACTH na kůru nadledvin se projeví při slabé produkci kortizolu jako tzv. kompenzační hypertrofie (zvětšení tkáně), která může vést až k hyperplazii. Naopak při nadbytku kortizolu dochází ke zmenšení účinné tkáně (kompenzační hypotrofie). Při náhlém vysazení glukokortikoidů při jejich terapeutickém podávání se náhle skokově zvýší produkce ACTH. Tento jev se nazývá „rebound“ fenomén (rebound – zpětný náraz, zvrat). Pro srovnání hladiny kortizolu je důležité konzumovat potraviny bohaté na vitamíny, minerály a zdravé tuky, omezit kofein, alkohol a tabák, dbát na dostatek fyzické aktivity i spánku. Lékaři mohou doporučit hormonální terapii nebo orální kortikosteroidy jako například hydrokortizon, prednison, nebo kortizon acetát.

### Snížená produkce
Při hypofunkci kůry nadledvin či hypofýzy může dojít k nižší produkci kortizolu (hypokortizolismus čili Addisonova choroba). Hlavními příznaky jsou slabost, nízký krevní tlak, hypoglykémie, zvýšená pigmentace, hyperkalémie (zvýšená hladina draslíku v plazmě).
Nejčastěji se projeví jako primární hypokortizolismus, způsobený dysfunkcí samotných nadledvin. Jedná se o formu adrenální nedostatečnosti, která zaznamenává nejvyšší výskyt u dospělých mezi 30–60 rokem života. Při ní je sekrece kortizolu nižší. Příznaky onemocnění jsou hypoglykémie, ztráta schopnosti reagovat na stres, riziko ztráty účinnosti inzulinu, hubnutí až anorexie, celková únava, hyponatrémie a hyperkalémie. ACTH, zvýšené v rámci kompenzace, způsobuje nadměrnou pigmentaci kůže.
Sekundární hypokortizolismus je charakterizován absencí či výrazným snížením hormonu ACTH v séru. Tak se může rozvinout sekundární forma Addisonovy choroby, která je způsobena nedostatečnou stimulací kůry hormonem ACTH. Při sekundárním hypokortizolismu obecně dochází k atrofii nadledvin, poklesu produkce hormonů. K této situaci může také dojít při podávání exogenních glukokortikoidů, které způsobí zpětnovazebný útlum produkce ACTH. Stejným mechanizmem působí endokrinní nádory produkující kortizol. Jinou příčinou jsou poruchy hypofýzy (Sheehanův syndrom, panhypopituitarismus, hypofysektomie), kdy nefunguje okruh zpětné vazby ACTH. Rozdíl mezi primární Addisonovou chorobou a sekundárním hypokortizolismem lze pozorovat v chybění pigmentace u sekundárního onemocnění a také u těchto pacientů jsou normální hladiny aldosteronu a draslíku (kalémie) v plazmě, protože systém renin-angiotenzin normálně funguje.

### Zvýšená produkce

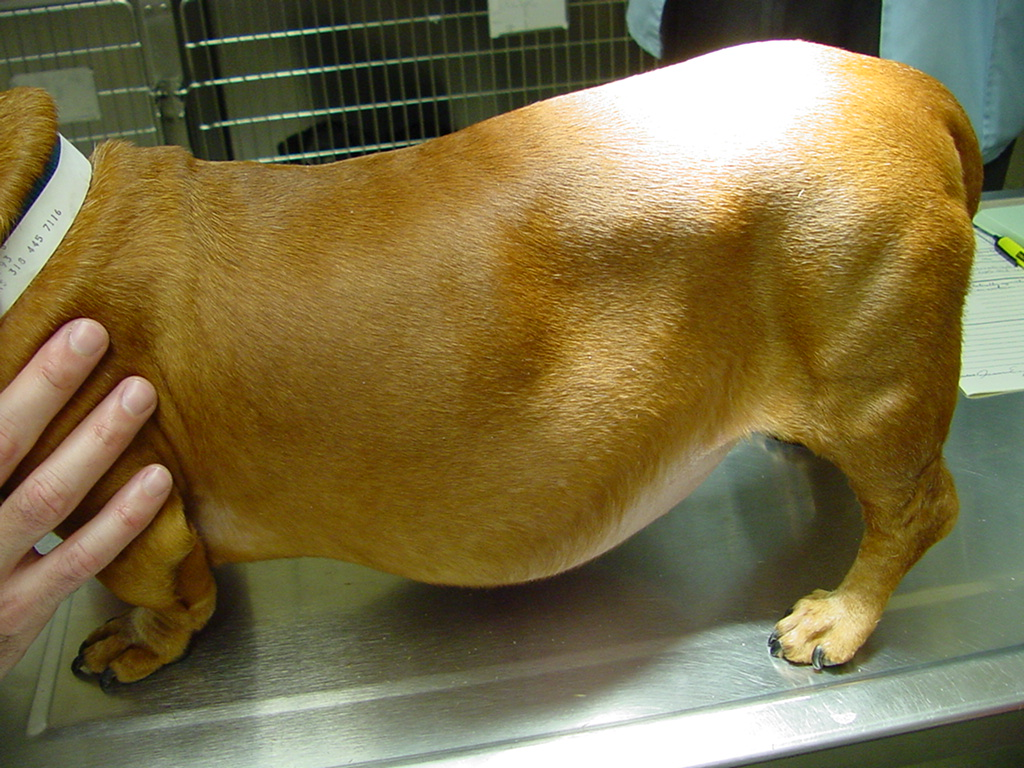
Cushingův syndrom u jezevčíka – atrofie svalů a rozšíření břicha

Při hyperfunkci kůry nadledvin dochází k nadměrné produkci kortizolu (hyperkortizolismu). Typickými příznaky tohoto je obezita trupu a krku, měsícovitý obličej (tzv. moon face), hirsutismus, ztráta svalové hmoty, strie kůže (porucha kolagenových vláken) a její náchylnost k vředům či intolerance glukózy (vede k její zvýšené tvorbě).
Kortizol podporuje efekt katecholaminů, tím dříve nastoupí zúžení cév (vasokonstrikce) a vyšší krevní tlak při hyperkortizolismu. Také dochází ke snížení imunitní obranyschopnosti, poruchám duševního stavu (nižší intenzity – podrážděnost, nebo i vyšší intenzity – těžké psychické poruchy, jako schizofrenie), ale také k zadržování sodíku a vody v těle. Při typické bronzově zbarvené pigmentaci sliznic, kůže a vlasů a paralelních diabetogenních projevech kortizolu hovoříme o tzv. syndromu bronzového diabetu.
Primárním hyperkortizolismem je Cushingův syndrom. Může být způsoben zvýšením ACTH (např. nádorem adenohypofýzy) nebo nádorem kůry nadledvin. Hlavními symptomy jsou hyperglykémie, negativní dusíková bilance a tzv. měsíčkovitý obličej. Cushingův syndrom mohou vyvolat též lékaři uměle (iatrogenně), a to terapeutickým podáváním kortizolu. Laboratorní testy mohou u pacientů s hypekortizolismem rozpoznat hyperglykémii (zvýšenou hladinu krevního cukru v plazmě) či poruchu glukózové tolerance, glykosurii (krevní cukr v moči), hypokalémii (nižší hladinu draslíku v plazmě) a metabolickou alkalózu. Avšak dostatečný průkaz dává až test na přítomnost volného kortizolu v moči a testy sérového kortizolu. Bez odpovídající léčby by asi polovina pacientů zemřela do 5 let po rozvinutí nemoci, většinou na opakující se infekce, komplikace aterosklerózy a následky vysokého krevního tlaku. Léčba musí odstranit příčinu hyperkortikalismu, a podle toho může kombinovat chirurgický, radiologický a medikamentózní přístup.

## Farmakologie
Kortizol a jeho deriváty se používají jako nejúčinnější antiflogistika (protizánětlivé léky). Příkladem používaného derivátu je halogenovaný dexamethason, který má silnější glukotropní i protizánětlivé účinky než kortizol. Nežádoucí účinky kortizolu a jeho derivátů však znemožňují užití v běžné terapii. Nejčastěji se aplikují lokálně.
Kortizol (hydrocortisonum) má relativně vyvážené glukokortikoidní a mineralokortikoidní účinky. Je indikován v perorální formě (tj. ústy) při nedostatečnostech nadledvinové kůry, parenterálně (tj. mimo trávicí systém) při akutních projevech alergií a šokových stavů.
V parenterální formě je kortizol obsažen jako sodná sůl hemisukcinátu.